# 球星長成
《球星長成》（英語：All American）是美国電視連續劇，於2018年10月10日在CW電視網上映。

## 演員和角色

### 主要
- 丹尼尔·埃兹拉 飾演 斯宾塞·詹姆斯
- 布雷-Z 飾演 塔米亚·库珀
- 格蕾塔·奥尼奥古 飾演 莱拉·基廷
- 萨曼莎·洛根 飾演 奥利维亚·贝克
- 迈克尔·埃文斯·贝林 飾演 乔丹·贝克
- 科迪·克里斯蒂安 飾演 亚瑟·亚当斯
- 卡里玛·威斯布鲁克 飾演 格蕾丝·詹姆斯
- 莫內·瑪佐 飾演 劳拉·芬·贝克
- 泰·迪哥斯 飾演 比利·贝克
- 杰琳·霍尔 飾演 狄龙·詹姆斯
- 切尔西·塔瓦雷斯 飾演 帕希斯